# Pseudocaranx dinjerra
Pseudocaranx dinjerra är en fiskart som beskrevs av Smith-vaniz och Jelks 2006. Pseudocaranx dinjerra ingår i släktet Pseudocaranx och familjen taggmakrillfiskar. Inga underarter finns listade i Catalogue of Life.